# Dornbirn (distrikt)
Dornbirn är ett distrikt i förbundslandet Vorarlberg i Österrike. Distriktet gränsar i väster mot Schweiz.

## Administrativ indelning
Distriktet Dornbirn delas in i tre kommuner:

Kommunerna i distriktet Dornbirn.

- Dornbirn (stadskommun)
- Hohenems (stadskommun)
- Lustenau (köpingskommun)